# Linia kolejowa Wielichowo – Ujazd Wąskotorowy
Linia kolejowa Wielichowo – Ujazd Wąskotorowy – zlikwidowana wąskotorowa linia kolejowa łącząca stację Wielichowo ze stacją Ujazd Wąskotorowy. Linia należała do Śmigielskiej Kolei Dojazdowej.

## Historia
Linię otwarto 1. września 1901 roku. Posiadała jeden tor o rozstawie szyn wynoszącym 1000 mm. Już w maju 1905 roku zawieszono ruch pasażerski, a w listopadzie tego samego roku także towarowy. Przed 1923 rokiem odcinek Łubnica - Ujazd Wąskotorowy został rozebrany. W 1923 zamknięto ruch pasażerski i towarowy na odcinku Wielichowo - Łubnica, a następnie go rozebrano. Linia tym samym przestała istnieć.